# Sandgraveedderkop
Sandgraveedderkoppen (Arctosa cinerea), eller strandjagtedderkoppen, er en jagtedderkop, der har en kropslængde på cirka 15 millimeter. Den er fortrinsvis udbredt i Europa på strand-, sø- og flodbredder med sandbund. I Danmark er sandgraveedderkoppen ret fåtallig på beskyttede, sydvendte sandstrande, især ved Østersøen. Man ser den ikke ofte, for den gemmer sig som regel om dagen i et rør som den har gravet i sandet eller under sten og lignende. Sandgraveedderkoppen jager især om natten insekter eller andre edderkopper på sandfladen.